# Alta infedeltà (film 1964)
Alta infedeltà è un film a episodi del 1964 diretto da Franco Rossi (Scandaloso), Elio Petri (Peccato nel pomeriggio), Luciano Salce (La Sospirosa), Mario Monicelli (Gente moderna).

## Trama

### Scandaloso
Francesco Mangini è un marito geloso e morbosamente protettivo nei confronti della moglie Raffaella, ma un giorno scoprirà di essere l'attrazione del... presunto amante della consorte.

### Peccato nel pomeriggio
Laura tenta in tutti i modi di tradire il marito Giulio e, per un equivoco, si incontrerà proprio con il suo coniuge.

### La Sospirosa
Gloria è gelosa del proprio marito Paolo ma, un giorno in cui egli è fuori, lo tradisce con il suo migliore amico Tonino.

### Gente moderna
Cesare perde tutti i suoi soldi giocando a carte con un suo amico e, per pagare i debiti, accetta la condizione di cedergli per una notte la moglie Tebaide.

## Produzione
Il film è stato prodotto dalla casa di produzione Documento Film

## Distribuzione
Il film è stato distribuito il 22 gennaio 1964 dal produttore Dino De Laurentiis, direttore della casa di distribuzione omonima.
Il film è giunto anche in Francia con il titolo Haute infidélité.